# BredaMenarinibus Lander
Le BredaMenarinibus Lander est un autobus intercity fabriqué par le constructeur italien BredaMenarinibus à partir de 2008.
Le BMB Lander est disponible en une seule longueur de 12,20 mètres. Il a été présenté lors du Salon Bus & Business de Vérone en novembre 2007 et est produit en Italie à Bologne.

## Histoire
Le Lander, autobus intercity appartient à la "classe II" selon la norme européenne. La classe I regroupant les autobus urbains, la classe II, les autobus intercity et la classe III les autocars de tourisme.
Après avoir un peu délaissé le secteur des autobus intercity depuis le milieu des années 2000, malgré le succès de sa gamme Monocar Intercity, le constructeur italien a décidé de renouveler sa gamme avec un nouveau modèle baptisé Lander, un autobus de 12,20 mètres de longueur. Présenté au Salon Bus & Business de Vérone en novembre 2007, la production a réellement débuté dans l'usine de Bologne en avril 2008.
Ce véhicule a été spécialement étudié pour permettre un accès aisé aux handicapés (PRM - personnes à mobilité réduite) en fauteuil roulant. En effet, une plateforme élévatrice intégrée dans la porte centrale permet d'accéder au plancher du véhicule et d'en descendre sans aucun effort particulier.
En 2016, à la suite de l'intégration de BredaMenarinibus dans le groupement IIA - Industria Italiana Autobus S.p.A., une nouvelle version Euro 6 doit être présentée qui inaugurera le retour à une motorisation FPT-Iveco standardisée avec les autres productions du constructeur italien.